# Kadua flynnii
Kadua flynnii ist eine Pflanzenart aus der Gattung Kadua in der Familie der Rötegewächse (Rubiaceae). Sie kommt endemisch auf Hawaii vor.

## Beschreibung

### Vegetative Merkmale
Kadua flynnii wächst als Strauch, der Wuchshöhen von 0,2 bis 1 Meter erreichen kann. Die jungen Stämme sind vierfach gerippt, während die älteren Stämme nur mehr zweifach gerippt sind. Die Borke blättert etwas ab.
Die gegenständig an den Zweigen angeordneten Laubblätter sind in einen Blattstiel und eine Blattspreite gegliedert. Der häufig rötlich violett getönte, unbehaarte Blattstiel ist 0,2 bis 0,8 Zentimeter lang. Die einfache, ledrige Blattspreite ist bei einer Länge von 2 bis 6 Zentimetern sowie einer Breite von 0,5 bis 2,2 Zentimetern lanzettlich bis eiförmig, selten auch linealisch-lanzettlich geformt. Die Spreitenbasis läuft keilförmig oder abgerundet, selten auch gestutzt zu, die oft sichelartig gebogene Spreitenspitze ist lang zugespitzt bis lang spitz zulaufend und der gelegentlich leicht zurück gebogene Spreitenrand ist ganzrandig. Von jeder Seite der Blattmittelader zweigen zwei bis vier Paare an auffälligen, häufig rötlich violetten Seitenadern ab und die Blattadern höherer Ordnung bilden ein auffälliges, netzartiges Muster. Die häufig rötlich violett getönten, kahlen Nebenblätter ähneln den Laubblättern, sind mit der Basis des Blattstieles verwachsen und bilden dadurch eine begrannte Blattscheide. Die dreieckige Blattscheide ist 0,15 bis 0,5 Zentimeter lang und weist eine steife Granne auf.

### Generative Merkmale
Die dichten schirmrispenartigen Blütenstände stehen an einem Blütenstandsstiel. Die Blütenstände enthalten 7 bis 15 gestielte Einzelblüten.
Kadua flynnii scheint zweihäusig (diözisch) zu sein. Die vierzähligen und dimorphen Blüten sind radiärsymmetrisch. Die Kelchblätter sind miteinander zu einer Kelchröhre verwachsen. Die Kelchlappen sind bei einer Länge von 0,2 bis 0,6 Zentimetern und einer Breite von 0,05 bis 0,2 Zentimetern länglich, eiförmig bis annähernd dreieckig-pfriemlich geformt. Die Kronblätter sind stieltellerförmig miteinander verwachsen. Die grünlich weiße bis rosafarbene Kronröhre erreicht bei den männlichen Blüten eine Länge von 1,1 bis 1,4 Zentimeter und Durchmesser von 0,2 bis 0,25 Zentimeter. Die vier weißen bis grünlich weißen, elliptischen bis verkehrt-länglich-lanzettlichen Kronlappen erreichen Längen von 0,75 bis 0,8 Zentimetern und Breiten von 0,15 bis 0,2 Zentimeter. Die Staubfäden sind 0,2 bis 0,5 Millimeter lang und der, im unteren Teil wollig behaarte Griffel wird 5 bis 8 Millimeter lang. Die Narbe ist nur spärlich entwickelt und die Samenanlage sind zur Blütezeit vorhanden, entwickeln sich aber nie. Bei den weiblichen Blüten ist die Kronröhre gleich wie bei den männlichen gefärbt und erreicht eine Länge von 0,7 bis 0,8 Zentimeter sowie einen Durchmesser von 0,12 bis 0,15 Zentimeter. Die Kronlappen erreichen Längen von 0,25 bis 0,4 Zentimetern und Breiten von 0,08 bis 0,15 Zentimeter. Die Staubfäden sind 0,3 bis 0,5 Millimeter lang und der, im unteren Teil wollig behaarte Griffel wird 6 bis 8 Millimeter lang. Die eiförmig-elliptische Narbe ist 1 bis 1,5 Millimeter lang.
Die Kapselfrüchte sind bei einer Länge von 0,5 bis 0,6 Zentimeter und einer Dicke von 0,5 bis 0,65 Zentimeter annähernd kugelig geformt. Jede der Früchte enthält mehrere dunkelbraune bis schwarze Samen. Sie sind bei einer Länge von 0,6 bis 0,9 Millimeter unregelmäßig elliptisch bis annähernd kugelig geformt und die Samenschale weist Papillen auf.

## Vorkommen und Gefährdung
Das natürliche Verbreitungsgebiet von Kadua flynnii liegt auf der zu Hawaii gehörenden Insel Kauaʻi. Das Verbreitungsgebiet umfasst dort die von der im Norden der Insel gelegenen Nā-Pali-Küste abgehenden Täler, von Limahuli und Hanakapiai im Osten bis Nualolo und Kawaiula im Westen.
Kadua flynnii gedeiht in Höhenlagen von 335 bis 1100 Metern. Die Art wächst dort an nach Norden oder Nordosten zeigenden Felswänden oder steilen Gipfeln, seltener auch an steilen Felshängen in offen und mäßig feuchten bis feuchten Wäldern. In diesen Wäldern wachsen verschiedene Arten von Eisenhölzern (Metrosideros).
Kadua flynnii wird in der Roten Liste der IUCN als „vom Aussterben bedroht“ eingestuft. Als Hauptgefährdungsgründe werden die Verdrängung durch invasive Arten sowie die Lebensraumzerstörung durch eingeschleppte und verwilderte Tiere sowie Erdrutsche genannt. Der Gesamtbestand, welcher sich aus zwölf, insgesamt etwa 240 ausgewachsenen Pflanzen umfassende Subpopulationen zusammensetzt, wird als rückläufig angesehen.

## Taxonomie
Die Erstbeschreibung als Hedyotis flynnii erfolgte 1998 durch Warren L. Wagner und David H. Lorence in Novon. Im Jahr 2005 überführten Warren L. Wagner und David H. Lorence die Art als Kadua flynnii in Systematic Botany in die Gattung Kadua.